# لاتروپ (میزوری)
لاتروپ (به انگلیسی: Lathrop) یک شهر در ایالات متحده آمریکا است که در شهرستان کلینتون، میزوری واقع شده‌است. لاتروپ ۴٫۶۴ کیلومتر مربع مساحت و ۲٬۰۸۶ نفر جمعیت دارد و ۳۲۴ متر بالاتر از سطح دریا واقع شده‌است.